# Liste der Naturdenkmale in Rheinzabern
Die Liste der Naturdenkmale in Rheinzabern nennt die im Gemeindegebiet von Rheinzabern ausgewiesenen Naturdenkmale (Stand 17. April 2013).

## Naturdenkmale
| Nr.         | Bezeichnung                        | Lage                             | Beschreibung                                 | Bild                                    |
| ----------- | ---------------------------------- | -------------------------------- | -------------------------------------------- | --------------------------------------- |
| ND-7334-219 | Linden vor der katholischen Kirche | Hauptstraße, bei Nr. 39 Lage     | Tilia cordata, drei Bäume, um 1860 gepflanzt | Fotos hochladen                         |
|             | Edelkastanie                       | Hauptstraße, bei Nr. 22 (?) Lage | Castanea sativa, um 1750 gepflanzt           | Direkt Bild zu diesem Denkmal hochladen |